# Mann gegen Mann
"Mann gegen Mann" é um single da banda alemã Rammstein. Lançado em 3 de março de 2006 e foi o terceiro e último single do álbum "Rosenrot". A música retrata um homem com fortes desejos homossexuais, e é o primeiro videoclipe de Rammstein a ter nudez desde o videoclipe de "Stripped", cover do Depeche Mode.

## Videoclipe
O vídeo estreou em 2 de fevereiro de 2006, na MTV alemã e foi dirigido por Jonas Åkerlund. O vídeo transmite claramente imagens de natureza homoerótica. Os membros da banda no vídeo estão inteiramente nus, além do vocalista Till Lindemann. Lindemann está vestido com longas extensões de cabelo preto e com botas femininas de salto alto que vão até as coxas. Ele também usa um conjunto de cuecas de látex preto. O resto dos membros da banda usa apenas coturnos pretos, e seus instrumentos cobrem seus genitais. O vídeo alterna entre imagens da banda tocando em uma sala aberta e um grupo de homens nus, musculosos e bronzeados.
Durante a ponte da música, a banda está sendo chovida, e freneticamente Lindemann grita a palavra "Schwuler!" com uma língua bifurcada que começa a sair de sua boca. O ritmo da música muda para um ritmo melódico, quando os membros da banda aparecem com os homens nus e bronzeados, e são levados por eles. Lindemann se tornou um "demônio", e as mãos e os braços dos homens nus se aproximam dele; e o ritmo da música muda novamente para o ritmo frenético. O grupo de homens com os membros da banda começa a lutar uns com os outros enquanto chove sobre eles. Gritando "Schwuler!" novamente, Lindemann começa a arrancar seus longos cabelos negros enquanto a música acaba.

## Faixas
| N.º            | Título                                                    | Duração |  |
| 1.             | "Mann gegen Mann"                                         | 3:52    |  |
| 2.             | "Mann gegen Mann" (Popular Music Mix por Vince Clarke)    | 4:06    |  |
| 3.             | "Mann gegen Mann" (Musensohn Remix por Sven Helbig)       | 3:14    |  |
| 4.             | "Ich will" (Ao vivo em Nîmes, França, Julho/2005 - Video) | 4:07    |  |
| Duração total: | Duração total:                                            | 15:19   |  |

## Desempenho nas paradas
| Paradas (2006)                        | Posição |
| ------------------------------------- | ------- |
| Alemanha (Offizielle Deutsche Charts) | 20      |
| Hungria (Rádiós Top 40)               | 6       |
| Reino Unido (UK Singles Chart)        | 59      |
| Venezuela - Pop Rock (Record Report)  | 1       |